# Cohors II Asturum (Germania)
Die Cohors II Asturum [pia fidelis] (deutsch 2. Kohorte der Asturer [loyal und treu]) war eine römische Auxiliareinheit. Sie ist durch Militärdiplome, Inschriften und Ziegelstempel belegt.

## Namensbestandteile
- Asturum: der Asturer. Die Soldaten der Kohorte wurden bei Aufstellung der Einheit aus dem Volk der Asturer auf dem Gebiet des conventus Asturum (mit der Hauptstadt Asturica Augusta) rekrutiert.[1]

- pia fidelis: loyal und treu. Domitian (81–96) verlieh den ihm treu gebliebenen römischen Streitkräften in Germania inferior nach der Niederschlagung des Aufstands von Lucius Antonius Saturninus die Ehrenbezeichnung pia fidelis Domitiana.[2] Der Zusatz kommt in dem Militärdiplom von 150 und der Inschrift (CIL 13, 7705) vor.

Da es keine Hinweise auf die Namenszusätze milliaria (1000 Mann) und equitata (teilberitten) gibt, ist davon auszugehen, dass es sich um eine Cohors (quingenaria) peditata, eine reine Infanterie-Kohorte, handelt. Die Sollstärke der Einheit lag bei 480 Mann, bestehend aus 6 Centurien mit jeweils 80 Mann.

## Geschichte
Die Kohorte war in den Provinzen Germania und Germania inferior (in dieser Reihenfolge) stationiert. Sie ist auf Militärdiplomen für die Jahre 80 bis 152 n. Chr. aufgeführt.
Der erste Nachweis der Einheit in Germania beruht auf einem Diplom, das auf 80 datiert ist. In dem Diplom wird die Kohorte als Teil der Truppen aufgeführt (siehe Römische Streitkräfte in Germania), die in der Provinz stationiert waren. Weitere Diplome, die auf 98 bis 152 datiert sind, belegen die Einheit in Germania inferior.

## Standorte
Standorte der Kohorte in Germania waren möglicherweise:
- Kastell Bodegraven

Ziegel mit dem Stempel der Einheit (CIL 13, 12530,13, CIL 13, 12535,7) belegen, dass Soldaten der Kohorte abgeordnet wurden, um in der rechtsrheinischen Tegularia transrhenana Ziegel herzustellen. Durch die Inschriften (CIL 13, 7693, CIL 13, 7705, CIL 13, 7708) ist belegt, dass Soldaten der Einheit in Steinbrüchen bei Brohl gearbeitet haben.

## Angehörige der Kohorte
Folgende Angehörige der Kohorte sind bekannt.

### Kommandeure
| - C(aius) Saturius Secundus, ein Präfekt (CIL 11, 1437) - Marcus Valerius Propinquus Grattius Cerealis, ein Präfekt | - T(itus) Statilius Messalinianus, ein Präfekt (CIL 6, 1850) |

### Sonstige
| - Gemellus, ein Imaginifer (CIL 13, 7705) - Peregrin(us), ein Soldat (CIL 13, 12530,13, CIL 13, 12535,7) | - T(itus) Flavius Tullio, ein Soldat (AE 1974, 455) |

## Weitere Kohorten mit der BezeichnungCohors II Asturum
Es gab noch eine weitere Kohorte mit dieser Bezeichnung, die Cohors II Asturum (Britannia). Sie ist durch Militärdiplome von 105 bis 130/131 belegt und war in der Provinz Britannia stationiert.